# Паметник „Ятачката“
Паметникът „Ятачката“ е скулптурна композиция, разположена в град Дупница. 
Намира се близо до фонтаните и градското стълбище при смятаната за символ на града Часовникова кула. 
В Дупница, по време на мандата на кмета Васил Хаджимитев (1905 – 1907), заедно с Общинския съвет взимат решение градското гробище да се замени от нова градска градина. На местните историци не са известни сведения за архитекта, който я е проектирал поне в първоначалния и вид. Паркът е изграждан и оформян постепенно с отделни градинки и места за отдих. Първоначално на юг той се простирал до детската площадка. Стълбите, на които е поставен паметника на Ятачката са съградени през 20-те години и са реконструрани няколко пъти.
„Ятачката“ е оцеляла въпреки тоталната подмяна на социалистически паметници и символи в град Дупница през 90-те години на XX век.